# Помарико (Матера)
Помарико (итал. Pomarico) је насеље у Италији у округу Матера, региону Базиликата.
Према процени из 2011. у насељу је живело 3930 становника. Насеље се налази на надморској висини од 473 м.

## Становништво
Према резултатима пописа становништва 2011. у општини је живело 4.238 становника.
| 1931. | 1936. | 1951. | 1961. | 1971. | 1981. | 1991. | 2001. | 2011. |
| ----- | ----- | ----- | ----- | ----- | ----- | ----- | ----- | ----- |
| 5.028 | 5.100 | 5.719 | 5.322 | 5.020 | 5.019 | 5.018 | 4.482 | 4.238 |